# Подолино (Палехський район)
Подолино (рос. Подолино) — село в Палехському районі Івановської області Російської Федерації.
Населення становить 140 осіб. Входить до складу муніципального утворення Раменське сільське поселення.

## Історія
Від 2005 року входить до складу муніципального утворення Раменське сільське поселення.

## Населення
| 1859 | 1905 | 2010 |
| ---- | ---- | ---- |
| 528  | ↘226 | ↘140 |